# Núi Châu Thới

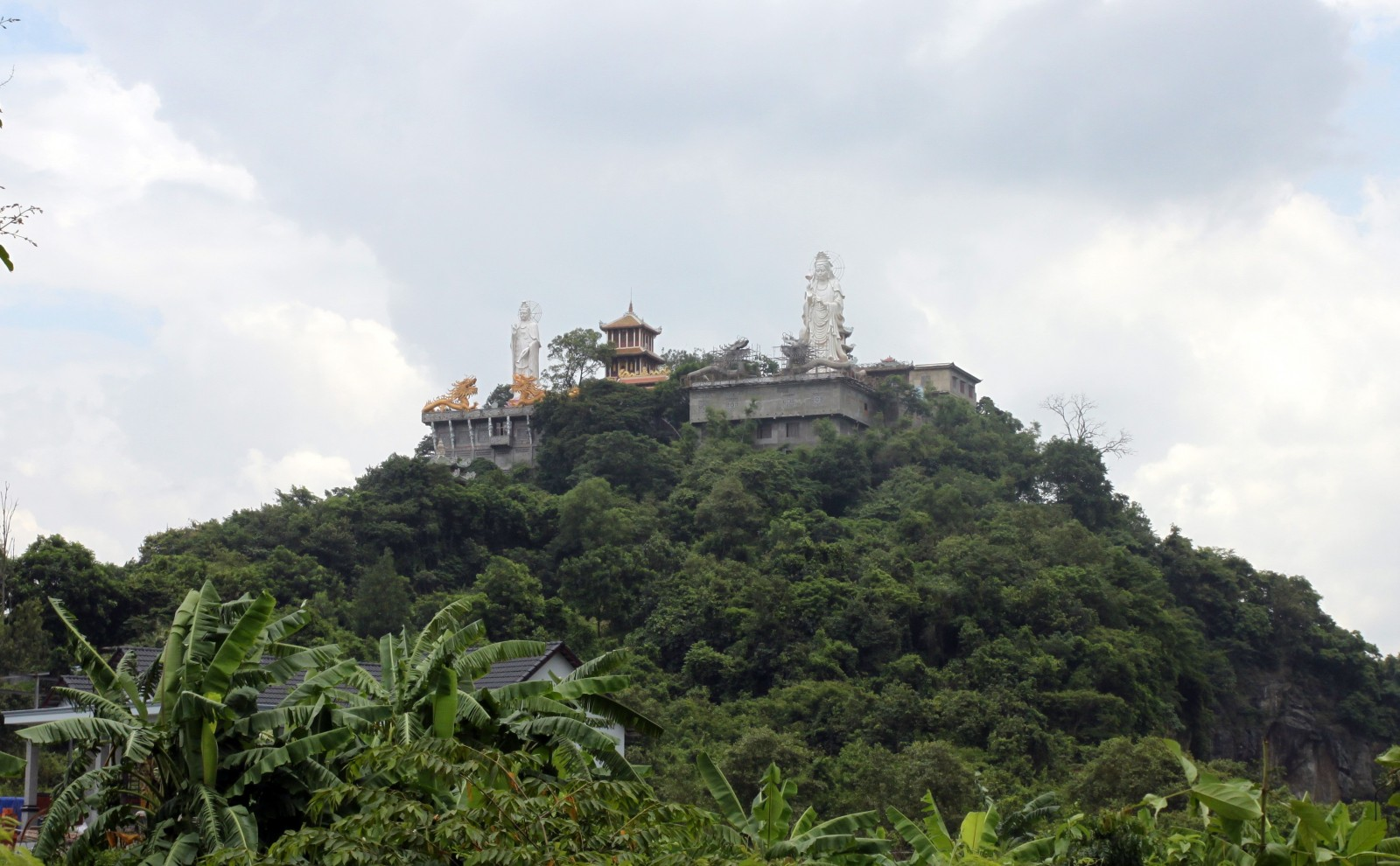
Núi Châu Thới nhìn từ xa

Núi Châu Thới là một ngọn núi nằm ở tại phường Bình An, thành phố Dĩ An, tỉnh Bình Dương, Việt Nam. Được mệnh danh là ngọn núi trấn giữ xứ Đồng Nai, có thể nhìn được quang cảnh đồng bằng xung quanh tỉnh Biên Hòa xưa từ đỉnh núi. Khu vực này được xếp hạng danh thắng quốc gia ngày 21 tháng 4 năm 1989.. Dưới chân núi hiện có một hồ nước tự nhiên cùng tên và nhiều mỏ đá hiện đang được khai thác.

## Đặc điểm và lịch sử
Núi Châu Thới ở phường Bình An, thành phố Dĩ An, tỉnh Bình Dương, cách thành phố Biên Hoà 4 km, thành phố Thủ Dầu Một 20 km, thành phố Hồ Chí Minh 24 km, và đã được xếp hạng là di tích danh lam thắng cảnh Quốc gia ngày 21 tháng 4,1989.
Di tích danh thắng núi Châu Thới cao 82m (so với mặt nước biển), chiếm diện tích 25ha nằm ở vùng đồng bằng gần khu dân cư của các tỉnh thành: Bình Dương, Đồng Nai và thành phố Hồ Chí Minh.

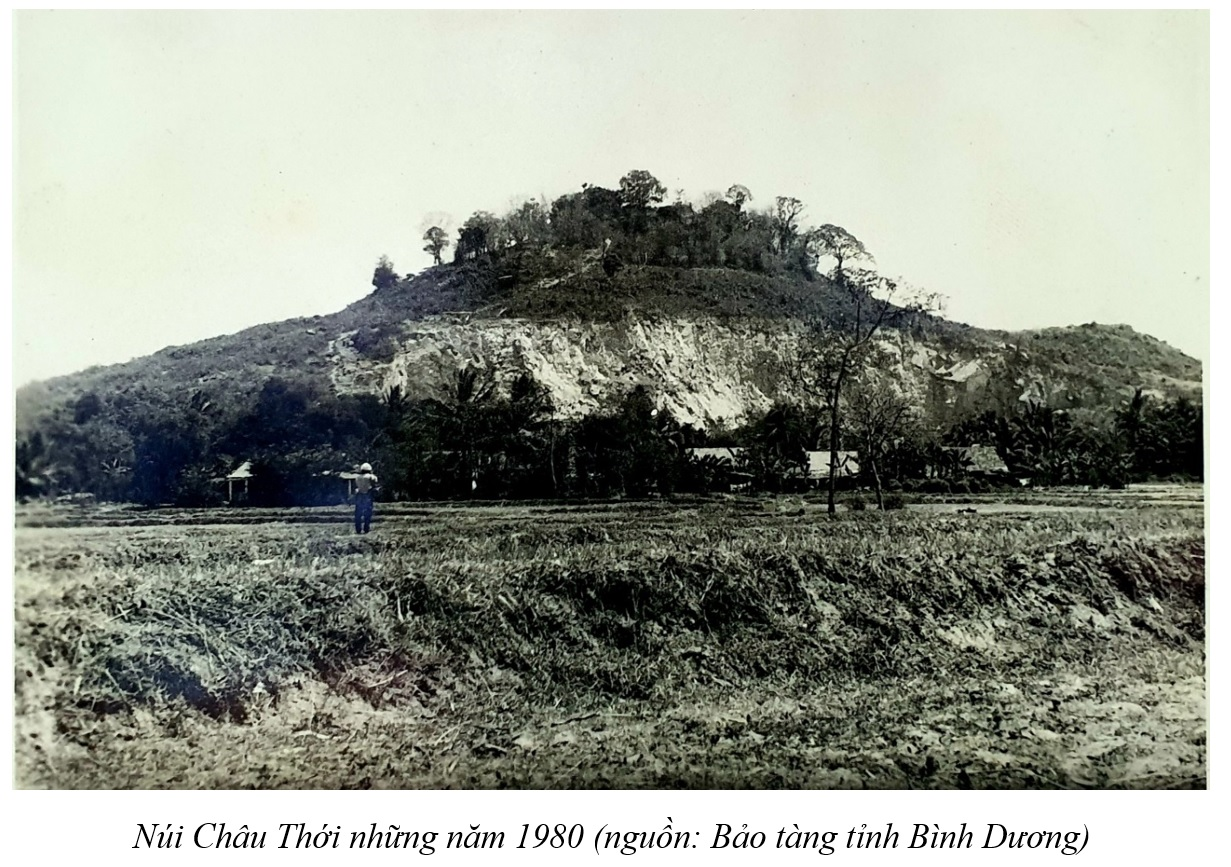

Sách Gia Định Thành Thông Chí của Trịnh Hoài Đức đã viết: “Núi Chiêu Thới (Châu Thới) từng núi cao xanh, cây cối lâu đời rậm tốt, làm tấm bình phong triều về Trấn thành. Ở hang núi có hang hố và khe nước, dân núi ở quanh theo, trên có chùa Hội Sơn là chỗ thiền sư Khánh Long sáng tạo để tu hành, ngó xuống đại giang, du khách leo lên thưởng ngoạn có cảm tưởng tiêu dao ra ngoài cửa tục”.
Sách Đại Nam Nhất Thống Chí cũng miêu tả khá rõ núi và chùa Châu Thới gần giống như trên: “Núi Chiêu Thới tục gọi là núi Châu Thới, ở phía Nam huyện Phước Chính 21 dặm, từng núi cao tít làm bình phong cho tỉnh thành. Khoảng giữa núi Chiêu Thới có am Vân Tĩnh là nơi ni cô Lượng tĩnh tu, di chỉ nay vẫn còn. Đột khởi một gò cao bằng phẳng rộng rãi, ở bên có hang hố và nước khe chảy quanh, nhà của nhân dân ở quanh theo. Trên có chùa Hội Sơn là chỗ thiền sư Khánh Long trác tích tu hành. Năm Bính Thân, đạo Hoà Nghĩa là Lý Tài chiếm cứ Châu Thới tức là chỗ này. Năm Tự Đức thứ 3 (1850) đem núi này liệt vào tự điển”.

## Châu Thới cổ tự
Nằm tọa lạc trên núi Châu Thới, thuộc địa phận xã Bình An, huyện Dĩ An, tỉnh Bình Dương. Nơi đây được mệnh danh là một thắng cảnh giữa một vùng đồng bằng rộng lớn. Với độ cao cách mặt nước biển 82m, ngôi chùa ẩn hiện sau rặng những hàng cây cối xanh rì, xung quanh có nhiều hồ nhân tạo tuyệt đẹp.

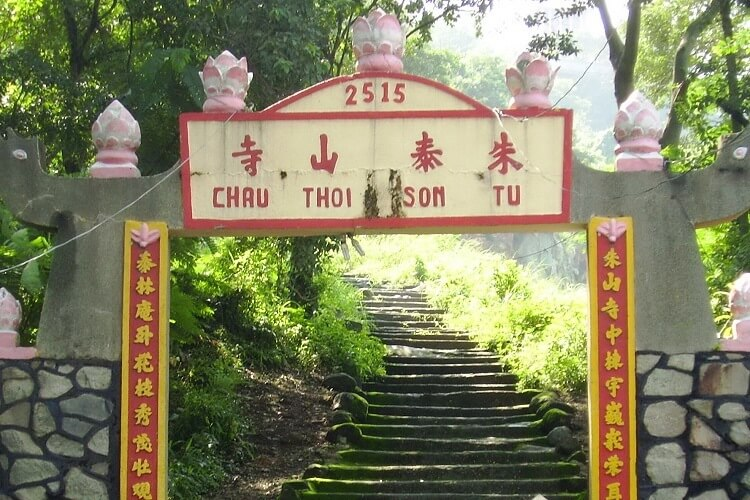
Cổng chùa Châu Thới

Theo một số tài liệu ghi chép cho biết, ngôi chùa này được xây dựng vào khoảng năm 1612, đầu thế kỷ 17. Do thiền sư Khánh Long trên bước đường vân du hoằng pháp lên đồi Châu Thới đã nhìn thấy cảnh sông núi hữu tình, nhà Sư đã cất một thảo am nhỏ để tu tịnh. Sau một thời gian thì thảo am được gọi với cái tên là chùa Hội Sơn và cuối cùng là chùa Núi Châu Thới. Tuy nhiên lại có những tư liệu cho thấy ngôi chùa này được lập vào năm 1681. Nhưng cho dù được thành lập vào thời điểm nào thì chùa núi Châu Thới ở huyện Dĩ An hiện nay vẫn là ngôi chùa xưa nhất tại Bình Dương. Không những thế còn là ngôi chùa được hình thành sớm vào hàng đầu ở Nam Bộ.
Đường mòn dẫn lên chùa là một bậc thang đá cao 220 bậc. Nằm ngay giữa cảnh quan thiên nhiên xanh mát, trên đường leo núi du khách có thể thường xuyên bắt gặp loài khỉ đuôi dài đi kiếm ăn hoặc chỉ đơn thuần lãng vãng xung quanh. Ngoài ra, hiện đã có một con đường cong vút theo sườn núi để cho xe máy chạy lên chùa. 